# Chester A. Lyons
Chester A. Lyons (Westfield, 26 maggio 1885 – Hollywood, 27 novembre 1936) è stato un direttore della fotografia statunitense.

## Filmografia
- The Last of the Ingrams, regia di Walter Edwards (1917)
- Love or Justice, regia di Walter Edwards (1917)
- Time Locks and Diamonds, regia di Walter Edwards (1917)
- Sudden Jim, regia di Victor L. Schertzinger (1917)
- Idolators, regia di Walter Edwards (1917)
- His Mother's Boy, regia di Victor L. Schertzinger (1917)
- The Hired Man, regia di Victor Schertzinger (1918)
- The Family Skeleton, regia di Victor Schertzinger e Jerome Storm (1918)
- Playing the Game, regia di Victor Schertzinger (1918)
- His Own Home Town, regia di Victor Schertzinger (1918)
- The Claws of the Hun, regia di Victor Schertzinger (1918)
- A Nine O'Clock Town, regia di Victor Schertzinger (1918)
- The Law of the North, regia di Irvin Willat (1918)
- String Beans, regia di Victor Schertzinger (1918)
- The Girl Dodger, regia di Jerome Storm (1919)
- Il fulmine di Piperville (Greased Lightning), regia di Jerome Storm (1919)
- The Busher, regia di Jerome Storm (1919)
- Hay Foot, Straw Foot, regia di Jerome Storm (1919)
- Bill Henry, regia di Jerome Storm (1919)
- The Egg Crate Wallop, regia di Jerome Storm (1919)
- Crooked Straight, regia di Jerome Storm (1919)
- Red Hot Dollars, regia di Jerome Storm (1919)
- Alarm Clock Andy, regia di Jerome Storm (1920)
- Homer Comes Home, regia di Jerome Storm (1920)
- Paris Green, regia di Jerome Storm (1920)
- 45 Minutes from Broadway (o Forty-five Minutes from Broadway), regia di Joseph De Grasse (1920)
- The Village Sleuth, regia di Jerome Storm (1920)
- Peaceful Valley, regia di Jerome Storm (1920)
- An Old Fashioned Boy, regia di Jerome Storm (1920)
- Nineteen and Phyllis, regia di Joseph De Grasse (1920)
- Get-Rich-Quick Wallingford, regia di Frank Borzage (1921)
- Back Pay, regia di Frank Borzage (1922)
- The Good Provider, regia di Frank Borzage (1922)
- Sisters, regia di Albert Capellani (1922)
- The Valley of Silent Men, regia di Frank Borzage (1922)
- The Bootlegger's Daughter, regia di Victor Schertzinger (1922)
- The Pride of Palomar, regia di Frank Borzage (1923)
- The Nth Commandment, regia di Frank Borzage (1923)
- Just Like a Woman, regia di Scott R. Bea, Hugh McClung 1923
- Children of Dust, regia di Frank Borzage (1923)
- The Age of Desire, regia di Frank Borzage (1923)
- The Man Life Passed By, regia di Victor Schertzinger (1923)
- Felicità (Happiness), regia di King Vidor (1924)
- Flaming Love, regia di Victor Schertzinger (1925)
- Il babbo andò a Parigi (Daddy's Gone A-Hunting), regia di Frank Borzage (1925)
- Il trionfo dell'onestà (Man and Maid), regia di Victor Schertzinger (1925)
- The Circle, regia di Frank Borzage (1925)
- The Only Thing, regia di Jack Conway (1925)
- The First Year, regia di Frank Borzage (1926)
- The Gentle Cyclone, regia di W. S. Van Dyke (1926)
- Love Makes 'Em Wild, regia di Albert Ray (1927)
- Women's Wares, regia di Arthur Gregor (1927)
- Night Life, regia di George Archainbaud (1927)
- La canzone della mamma (Mother Machree), regia di John Ford (1928)
- Una donna contro il mondo (A Woman Against the World), regia di George Archainbaud (1928)
- The Gateway of the Moon, regia di John Griffith Wray (1928)
- Nameless Men, regia di Christy Cabanne (1928)
- Bachelor's Paradise, regia di George Archainbaud (1928)
- Clothes Make the Woman
- The Naughty Duchess, regia di Tom Terriss (1928)
- Il potere della stampa (The Power of the Press), regia di Frank Capra (1928)
- Fugitives, regia di William Beaudine (1929)
- La stella della fortuna (Lucky Star), regia di Frank Borzage
- They Had to See Paris, regia di Frank Borzage (1929)
- Not Damaged, regia di Chandler Sprague (1930)
- Il canto del mio cuore (Song o' My Heart), regia di Frank Borzage (1930)
- La leggenda di Liliom (Liliom), regia di Frank Borzage (1930)
- La nipote parigina (Lightnin'), regia di John Ford (1925)
- Young as You Feel, regia di Frank Borzage (1931)
- Bad Girl, regia di Frank Borzage (1931)
- Deception, regia di Lewis Seiler (1932)
- What Price Decency, regia di Arthur Gregor (1933)
- Argento vivo (Bombshell), regia di Victor Fleming (1933)
- Sequoia, regia di Chester M. Franklin, Edwin L. Marin (1934)
- Under the Pampas Moon, regia di James Tinling (1935)
- Amore folle (Mad Love), regia di Karl Freund (1935)
- Three Live Ghosts, regia di H. Bruce Humberstone (1936)
- Robin Hood dell'Eldorado (Robin Hood of El Dorado), regia di William A. Wellman (1936)
- White Hunter, regia di Irving Cummings (1936)